# Lake Lindsey
Lake Lindsey és una concentració de població designada pel cens dels Estats Units a l'estat de Florida. Segons el cens del 2000 tenia 49 habitants.

## Demografia
Segons el cens del 2000, Lake Lindsey tenia 49 habitants, 23 habitatges, i 12 famílies. La densitat de població era de 946 habitants/km².
Dels 23 habitatges en un 30,4% hi vivien nens de menys de 18 anys, en un 34,8% hi vivien parelles casades, en un 17,4% dones solteres, i en un 43,5% no eren unitats familiars. En el 34,8% dels habitatges hi vivien persones soles el 13% de les quals corresponia a persones de 65 anys o més que vivien soles. El nombre mitjà de persones vivint en cada habitatge era de 2,13 i el nombre mitjà de persones que vivien en cada família era de 2,62.
Per edats la població es repartia de la següent manera: un 26,5% tenia menys de 18 anys, un 2% entre 18 i 24, un 32,7% entre 25 i 44, un 26,5% de 45 a 60 i un 12,2% 65 anys o més.
L'edat mediana era de 40 anys. Per cada 100 dones de 18 o més anys hi havia 71,4 homes.
La renda mediana per habitatge era de 25.192 $ i la renda mediana per família de 18.750 $. Els homes tenien una renda mediana de 0 $ mentre que les dones 8.750 $. La renda per capita de la població era de 10.314 $. Cap de les famílies i el 15,9% de la població estaven per davall del llindar de pobresa.

## Poblacions més properes
El següent diagrama mostra les poblacions més properes.